# Christian Service University College
Das Christian Service University College (dt. Christliches Universität-College) (kurz: CSU) in Kumasi ist ein evangelisches University College, das an die Universität von Ghana angeschlossen ist. Insgesamt 32 Mitarbeiter sind in der Universität tätig, 20 Mitarbeiter sind als Lehrkräfte tätig. 

## Geschichte
Im Januar 1974 begannen die Vorbereitungen zur Gründung einer evangelischen Hochschule. Ferner vertrat eine Gruppe evangelischer Missionare die Ansicht, eine Einrichtung sollte zur Ausbildung weiterer Missionare in Ghana etabliert werden. Die weltweite Vereinigung zur Evangelisierung für Christus (Worldwide Evangelization for Christ) (WEC), aus der die Missionare stammten, erwarb Grundeigentum in Kumasi auf dem zunächst vier kleinere Gebäude errichtet wurden. Eine Radiostation wurde eröffnet und Pläne für den Bau eines größeren Gebäudes wurden entwickelt, in dem die spätere Universität eingerichtet wurde.
Im Oktober 1974 begann der Unterricht mit lediglich vier Studenten auf den heutigen Campusgelände.
Das CSU verfolgt das Ziel, durch die verschiedenen Lehrprogramme junge evangelische Christen auf eine führende Rolle in Kirche und Gesellschaft vorzubereiten. Ferner sollen afrikabezogene theologische Fragen erforscht und bearbeitet werden. Ein letzter wesentlicher Ansatz der Universität ist die Verbreitung der christlichen Erziehungslehre in Kirche und Gesellschaft.

## Universitätsbeirat
Der Universitätsbeirat setzt sich aus 20 namhaften Personen des öffentlichen Lebens zusammen. Vor allem erfahrene Lehrkräfte der Kwame Nkrumah University of Science and Technology stehen hier beratend zur Verfügung.